# Melakko och Loitimo
Melakko och Loitimo eller Lehmojärvi är en sjö i Finland. Den ligger i kommunen Joensuu i landskapet Norra Karelen, i den sydöstra delen av landet, 400 km nordost om huvudstaden Helsingfors. Melakko och Loitimo ligger 110 meter över havet. I omgivningarna runt Melakko och Loitimo växer i huvudsak blandskog. Den är 25 meter djup. Arean är 14,71 kvadratkilometer och strandlinjen är 80,76 kilometer lång. Sjön  ingår i Jänisjokis huvudavrinningsområde. 